# جيمس ألين ماين
جيمس ألين ماين (بالإنجليزية: James Allen Main)‏ هو محامي وقاضي أمريكي، ولد في 1945.